# Robert Corwegh
Robert E. Corwegh (geboren 24. April 1878 in Breslau; gestorben 14. Januar 1929 in Hamburg) war ein deutscher Schriftsteller und Kunsthistoriker, der unter anderem in Breslau, Weimar, Leipzig, Darmstadt und Hamburg tätig war.

## Leben
Robert Corwegh war der Sohn des Bankiers Joseph Corwegh und der Emma Renier. Er besuchte das Maria-Magdalenen-Gymnasium in Breslau bis zum Abitur Ostern 1898. Anschließend begann er ein Studium der Architektur, Kunstgeschichte und Physik an der Technischen Hochschule München. Ab Herbst 1898 setzte er sein Studium an der Technischen Hochschule Berlin-Charlottenburg fort. Ab der Wintersemester 1902/03 studierte er Kunstgeschichte an der  Universität Halle und wurde dort 1905 mit einer auf Anregung von Rudolf Kautzsch verfassten Dissertation Die beiden Arten der flachgedeckten romanischen Basilika in sächsischen Landen bei Adolph Goldschmidt promoviert. In seiner Hallenser Zeit engagierte er sich auch bei der Freistudentenschaft.
1908 war er mit Robert Raffay und Leo Heidrich einer der Gründer des Xenien-Verlags in Leipzig, der mit dem Ziel gegründet wurde, die Monatsschrift Xenien für Literatur und Kunst herauszugeben, literaturwissenschaftliche Abhandlungen zu publizieren und auch junge Künstler zu fördern; die Zeitschrift erschien bis Juli 1914. Er war für Band 5, 1911 vorübergehend Mitarbeiter der Redaktion des Allgemeinen Lexikons der Bildenden Künstler von der Antike bis zur Gegenwart in Leipzig. In den Jahren 1911 bis 1913 hielt er Vorträge an der Großherzoglichen Hochschule für bildende Kunst in Weimar. Er wurde am 18. Mai 1914 von der Hochschule für bildende Kunst gemeinsam mit Hermann Graf für eine Auszeichnung vorgeschlagen und wurde am 14. April 1916 mit dem Ritterkreuz II. Abteilung des Großherzoglichen Hausordens der Wachsamkeit oder vom weißen Falken ausgezeichnet.
Er gab gemeinsam mit Julius Nathansohn in den Jahren 1913 bis 1918 die Zeitschrift Ex libris. Buchkunst und angewandte Graphik heraus, die von der „Deutschen Exlibris Gesellschaft“ in Berlin veröffentlicht wurde. Er publizierte zahlreiche Aufsätze in Zeitschriften wie etwa Deutsche Kunst und Dekoration, Innendekoration, Die Kunst, Deutscher Wille des Kunstwart, Der Kunstwanderer oder Monatshefte zur Kunst zu kunsthistorischen Themen der Gegenwart. Auch war er literarisch tätig, veröffentlichte etwa ein Bilderbuch mit Versen (1920) und die Erzählung Der Menschenbildner (1925).
1918 wurde er Beirat und Sekretär für künstlerische Angelegenheiten am Ständigen Rat für Kunstpflege im Großherzogtum Hessen in Darmstadt. 1920 lebte er in Darmstadt und war Lehrer für Kunstgeschichte an den Technischen Lehranstalten in Offenbach am Main. Bei seinem Tod war er Geschäftsführer der Hamburger Volksheim e.V.
Corwegs Schwester war Käte Cohn-Renard, die gemeinsam mit ihrem Bruder das Schlesische Museum der bildenden Künste in Breslau unterstützte. Mehrere Schenkungen beispielsweise 1908 ein Fragment eines etruskischen Marmorsarkophags aus Volterra und Corwegs eigenen Publikationen zur Kunst Italiens oder Büchergaben zählten dazu. Nach seinem Tod 1929 überließ die Schwester gemäß seinem Testament dem Schlesischen Museum eine Plastik von Adam Antes.

## Veröffentlichungen (Auswahl)
- Das Princip der Gruppe, ein malerisches Moment in den romanischen Bauten der Sachsenlande. B. Cassirer, Berlin 1904.
- Die beiden Arten der flachgedeckten romanischen Basilika in sächsischen Landen. Eine kunsthistorische Studie. Paalzow, Halle a.S. 1905 (archive.org – Dissertation mit Lebenslauf).
- Donatellos Sängerkanzel im Dom zu Florenz. B. Cassirer, Berlin 1909, urn:nbn:de:bvb:12-bsb00070191-2.
- Benvenuto Cellini (= Künstler und sein Werk. Band 1). Xenien-Verlag, Leipzig 1912, OCLC 906222594.
- Georg Mendelssohn und seine Treibarbeiten. In: Dekorative Kunst. Illustrierte Zeitschrift für angewandte Kunst. Nr. 28, 1913, S. 126–128 (Textarchiv – Internet Archive).
- Zeitgenössische Graphik. In: Internationale Ausstellung für Buchgewerbe und Graphik Leipzig 1914. Verlag Licht und Schatten, Berlin 1914 (digi.ub.uni-heidelberg.de).
- Ein Neues Landhaus von Emanuel von Seidl. Das Haus G. in Bad Harzburg. In: Deutsche Kunst und Dekoration. Nr. 39 (1916–1917), S. 46–60 (digi.ub.uni-heidelberg.de).
- Sich regen bringt Segen. Ein Bilderbuch vom Hausbau. Bilder von Ludwig Enders. Verse von Robert Corwegh. Dietrich, München 1920.
- (Hrsg.): Kieler Herbstwoche für Kunst und Wissenschaft 3.–10. September 1922. Eine Festschrift. Mühlau, Kiel 1922.
- Der Menschenbildner. F. Borgmeyer Verlag, Hildesheim 1925, OCLC 72446752.
- Das Rätsel der Niccolo da Uzzano-Büste von Donatello. In: Der Kunstwanderer. Zeitschrift für alte und neue Kunst, für Kunstmarkt und Sammelwesen. Nr. 10/11 (1928/29), S. 67–71 (digi.ub.uni-heidelberg.de).